# Suthora
Suthora là một chi chim trong họ Paradoxornithidae.

## Các loài
Chi này chứa các loài sau:
- Khướu mỏ dẹt nâu vàng (Suthora fulvifrons)
- Khướu mỏ dẹt họng đen (Suthora nipalensis)
- Khướu mỏ dẹt vàng (Suthora verreauxi)